# Abaddón, exterminatorul
Abaddón, exterminatorul (în spaniolă Abaddón el exterminador, 1974) este cel de-al patrulea și ultimul roman al lui Ernesto Sábato.

## Prezentare
Acțiunea sa se desfășoară pe o multitudine de planuri, urmărind evenimente ce se petrec la începutul anului 1973 în viața unor personaje care, la prima vedere, nu par a avea o legătură între ele. Autorul însuși apare ca un simplu personaj, copleșit de frământările în ceea ce privește condiția omului în lumea contemporană și de dificultățile pe care le are în scrierea noului său roman. Tonul cărții este unul apocaliptic, reprezentativă pentru acesta fiind viziunea fantastică din debutul romanului, a balaurului care amenință să-și dezlănțuie furia asupra orașului, însă nimeni nu-l vede, oamenii fiind mult prea adânciți în problemele lor mărunte.
Sábato spune despre Abaddón, exterminatorul: „e o carte care m-a sfâșiat ani în șir și, bineînțeles, o carte dificilă pentru cititor, căci nu am vrut să fac nici un fel de concesie facilului și demagogiei.” În paginile sale se regăsesc numeroase scene tulburătoare, cum ar fi moartea chinuitoare de care are parte un tânăr suspectat că ar fi făcut parte dintr-un grup de guerrilleros sau coborârile în lumea întunecată a obsesiilor și fantasmelor trecutului.